# 阿里斯托布魯斯四世
阿里斯托布魯斯四世（Aristobulus IV，前31年—前7年），是大希律王與米利暗一世之子。

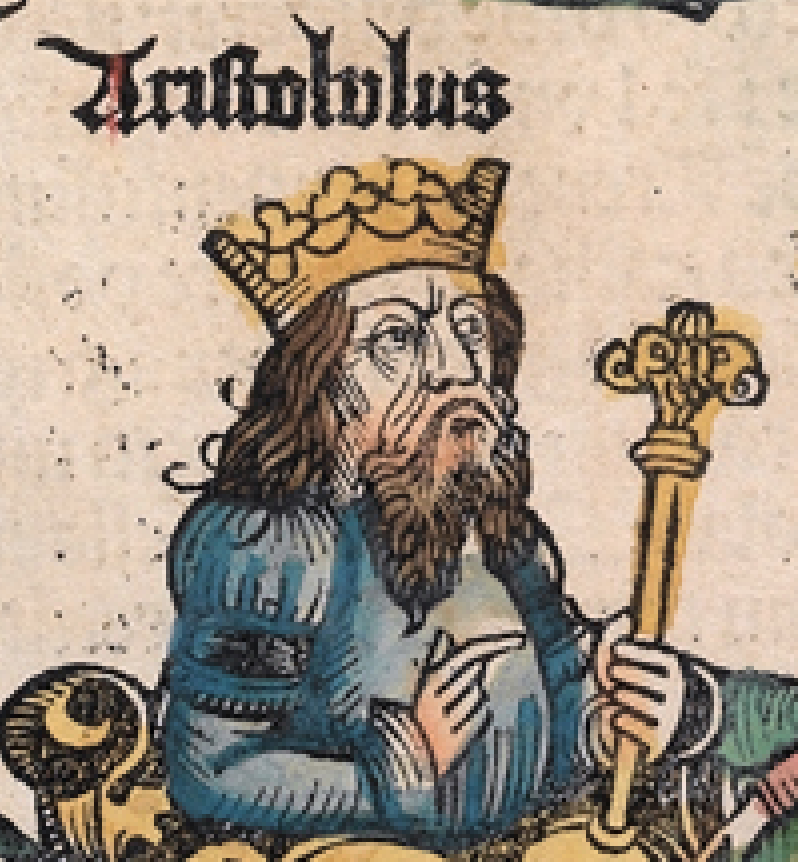
阿里斯托布魯斯四世

阿里斯托布魯斯四世與大希律王之妹莎樂美一世的女兒貝勒尼基結婚，兩人共有3子2女：
1. 希律亞基帕
2. 哈爾基斯的希律
3. 阿里斯托布魯斯
4. 希律迪亞絲
5. 米利暗三世